# 헝가리 포도주

헝가리의 와인 산지들

헝가리 포도주의 역사는 고대 로마 시대까지 거슬러 올라간다. 헝가리 중에서도 가장 유명한 와인은 토커이의 화이트 디저트 와인, 수소의 피(Bull's Blood)로 알려진 에게르(Eger)의 레드 와인이 유명하다.

## 어원
헝가리어로 포도주는 '보르'(bor)라고 불린다. 오직 3개의 유럽 언어만이 라틴어에서 기원되지 않은 ‘포도주’ 관련 용어를 사용하는데 이것은 그리스어, 터키어, 그리고 헝가리어이다. 고대 헝가리에서 최초로 '포도주'에 대한 용어가 사용된 것은 터키로부터 영향을 받은 것으로 기록되어 있다. 헝가리 단어 중 약 200개 정도가 불가리아어-터키어 기원인데, 이를 통해 남캅카스 지역에 거주하던 와인 양조자들과 헝가리인들이 접촉했음을 유추할 수 있다.
대표적인 예로 아래와 같은 것들이 있다.
- 쇨뢰(Szőlő): "grape" – 포도
- 보르(Bor): "wine" – 와인
- 아소크(Ászok): "cask" – 배럴
- 알도마시(Áldomás): "blessing", "libation" – 신에게 바치던 술

## 역사
로마인들은 판노니아(Pannonia; 고대 로마의 속주, 현재는 헝가리, 슬로바키아, 오스트리아, 세르비아, 크로아티아, 슬로베니아, 보스니아 헤르체고비나에 포함된 지역)로 포도 나무 가지고 와서 심었으며, 5세기경 헝가리에 넓은 포도밭이 조성되어 있다는 기록이 있다.
896년 헝가리인이 판노니아를 침공하는 과정에서 헝가리인의 수장인 아르파드(Árpád)는 그의 추종자들에게 토커이(Tokaj) 지역의 포도밭들을 상으로 주었다. 이후 몇 세기가 지남에 따라 이탈리아와 프랑스로부터 새로운 포도 품종이 도입되었고, 화이트 와인이 주를 이루어 양조되었다.
16세기 초 오스만 제국이 헝가리를 침공함에 따라 에게르 지역에 적포도 품종인 커더르커(Kadarka)가 도입되었다. 이 품종은 이후 수소의 피라고 알려진 블렌딩된 레드 와인을 양조하는데 사용되었는데, 이와 같은 주정 방식은 1552년 에게르에서 도입되었다.

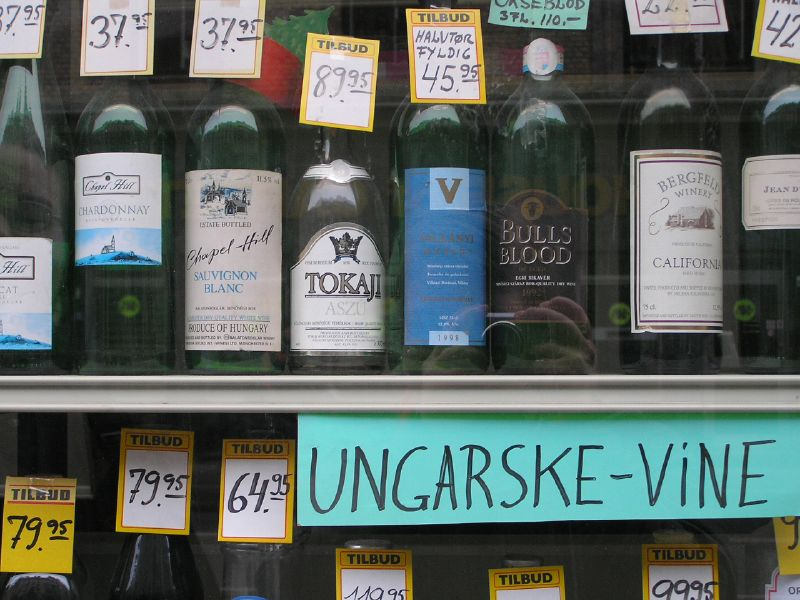
헝가리 와인들

또한 이 시기에는 터키가 토카이 지역을 점령하여 디저트 와인이 많이 양조되었는데, 이를 위해 수확을 늦게 하여 귀부병에 걸린 포도를 사용하였다.
오스만 제국 이후 헝가리는 1699년 오스트리아로 이양되었고, 게르만족의 영향으로 인해 블라우어 포르투기저(Blauer Portugieser) 등과 같은 포도 품종이 도입되었다. 또한 1730년에는 세계 최초로 토카이 지역에 포도밭의 분류 체계가 도입되었는데, 이것은 품질에 기초하여 토양이나 귀부병의 성향 등을 기준으로 한 것이다.
1882년 필록세라가 헝가리의 포도밭을 습격함에 따라 전통적인 에게르와 토카이 지역의 포도 품종은 보르도나 무스캇 지역의 포도 품종들로 대체되었다. 20세기에 들어서면서 현대의 포도 품종인 츠비겔트(Zwigelt)가 본격적으로 재배되었는데 이는 커더르커 품종에 비해 재배가 쉬워 상업적으로 과다 경작되었다. 1989년부터 특히 토커이-헤저여(Tokaj-Hegyalja) 지역을 중심으로 전통적 포도 품종에 대한 관심이 다시 커지고 새로운 재배법이 도입되었다.

## 포도 재배 지역과 스타일
헝가리에는 총 22개의 대표적인 와인 산지가 있다.
- 1: 쇼프론 (Sopron)
- 2: 너지숌로 (Nagy-Somló)
- 3: 절러 (Zala)
- 4: 벌러톤펠비데크 (Balatonfelvidék)
- 5: 버더초니 (Badacsony)
- 6: 벌러톤퓌레드-초퍼크 (Balatonfüred-Csopak)
- 7: 벌러톤보글라르 (Balatonboglár)
- 8: 펀논헐머 (Pannonhalma)
- 9: 모르 (Mór)
- 10: 에체크-부더 (Etyek-Buda)
- 11: 네스메이 (Neszmély)
- 12: 톨너 (Tolna)
- 13: 섹사르드 (Szekszárd)
- 14: 페치 (Pécs)
- 15: 빌라니 (Villány)
- 16: 허요시-버여 (Hajós-Baja)
- 17: 쿤사그 (Kunság)
- 18: 촌그라드 (Csongrád)
- 19: 마트러 (Mátra)
- 20: 에게르 (Eger)
- 21: 뷔크 (Bükk)
- 22: 토커이 (Tokaj)

이와 같은 공식적인 와인 산지는 장관 부령으로 지정된 것이며, 이 22개의 와인 산지는 5~7개 정도의 넓은 지역으로 분류되기도 한다.

### 토카이-세부 지역

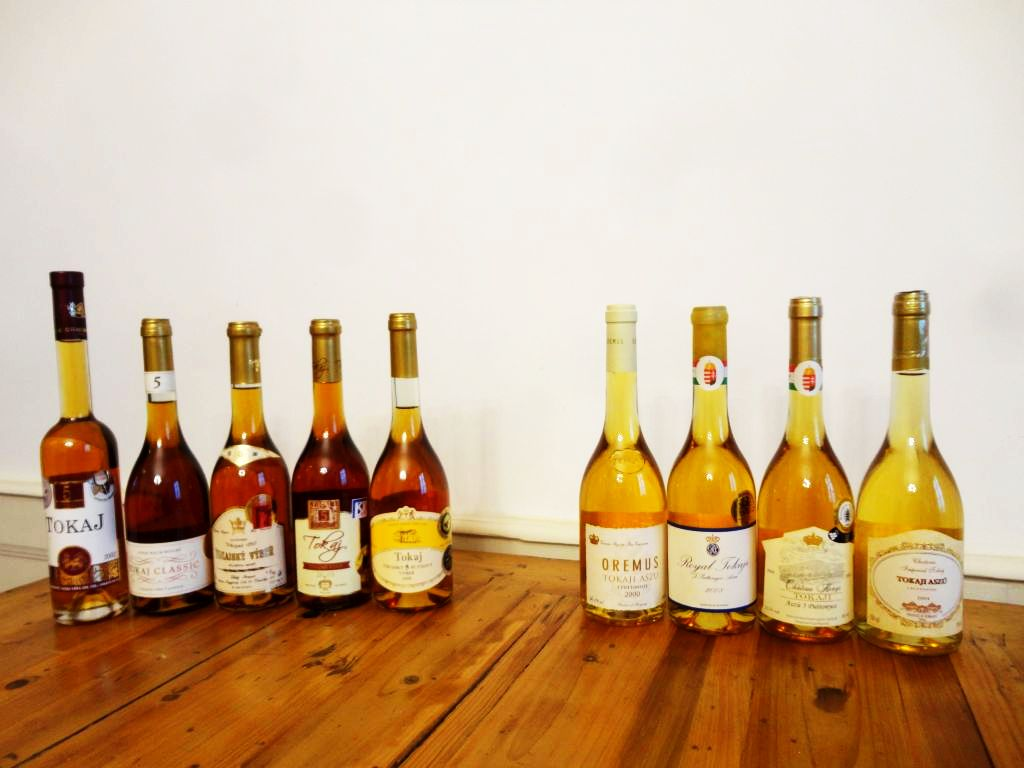
토카이 와인들

헝가리의 가장 유명한 와인 산지인 토카이는 젬플렌(Zemplén) 산의 아래 언덕으로부터 국가 북쪽으로 이어져 있으며, 전통적인 재배 지역은 현대 슬로바키아 경계의 남동쪽 구석에 위치하고 있다. 이 지역은 가을의 기간이 길고 보드로그(Bodrog) 강에서 생기는 안개로 유명한데, 이는 귀부병을 발현시키기에 최적의 조건이다. 이것은 보트레시스 포도(귀부병에 걸린 포도, 'aszú')를 생산하여 디저트 와인을 양조하는데 매우 적합하다. 이것들은 일반적으로 11월 중반 정도의 늦은 시기에 수확되며, '어수'(aszú)가 아닌 일반적인 포도 (푸르민트(Furmint), 하르슐레벨뤼(Hárslevelű), 무스카트 블랑(Muscat Blanc), 쾨베르쇨뢰(Kövérszőlő), 제타(Zéta) 등)과 블렌딩 되어 발효된다. 이 와인들은 상대적으로 크기가 작은 배럴에서 숙성되며, 와인들이 보관되는 저장고는 습도에 의해서 곰팡이들이 두껍게 층을 이루고 있다.

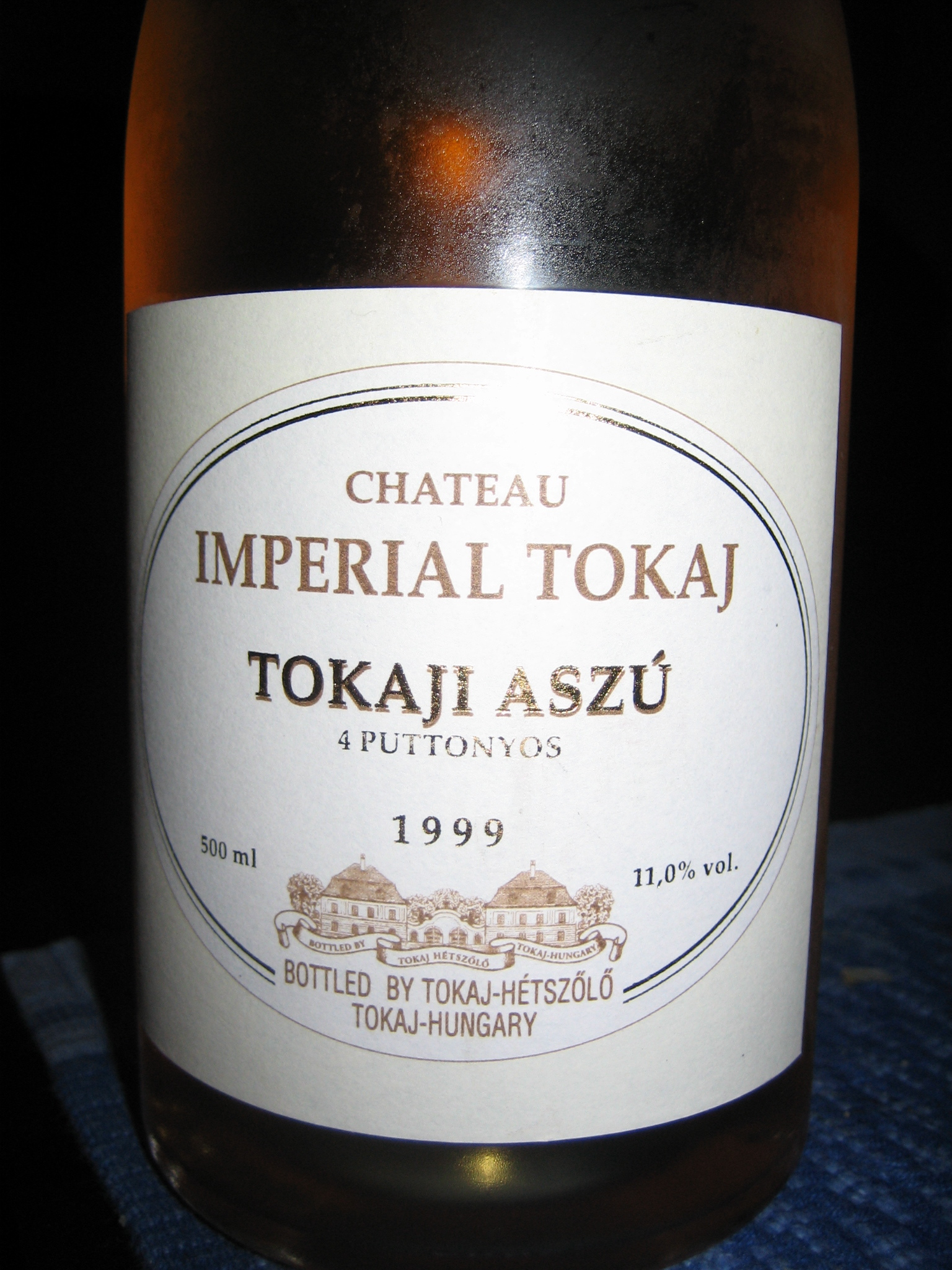
귀부병, Aszu 로 표현

아수(aszú)는 귀부병이 발현되는 것은 10년 간 약 3년 정도로 일반적이지 않다. 드라이한 푸르민트(Furmint), 하르슐레벨뤼(Hárslevelű), 무스카트 블랑(Muscat Blanc), 쾨베르쇨뢰(Kövérszőlő), 제타(Zéta) 또한 많이 재배된다.
몇 세기간 이 지역에서 주요하게 생산되는 것은 스위트한 와인이었지만 드라이한 푸르민트(Furmint) 와인 또한 점차 높게 평가 되고 있다. 이 와인들은 부르고뉴나 모젤 지역처럼 미네랄리티가 뛰어나고 복합적이고 구조감 있으며 숙성 잠재력 또한 우수하다. 2003년, 마드(Mád) 마을의 생산자들은 드라이한 푸르민트(Furmint) 와인을 매우 성공적으로 양조해내어 명성을 얻었는데, 이 지역은 약 1,200 헥타르의 면적이며 독특한 화산 토양의 특성을 잘 표현하였다. 대표적으로는 István Szepsy Jr.에 의해 운영되는 Szent Tamás 양조장이 있다.

### 벌러톤(Balaton) – 세부 지역

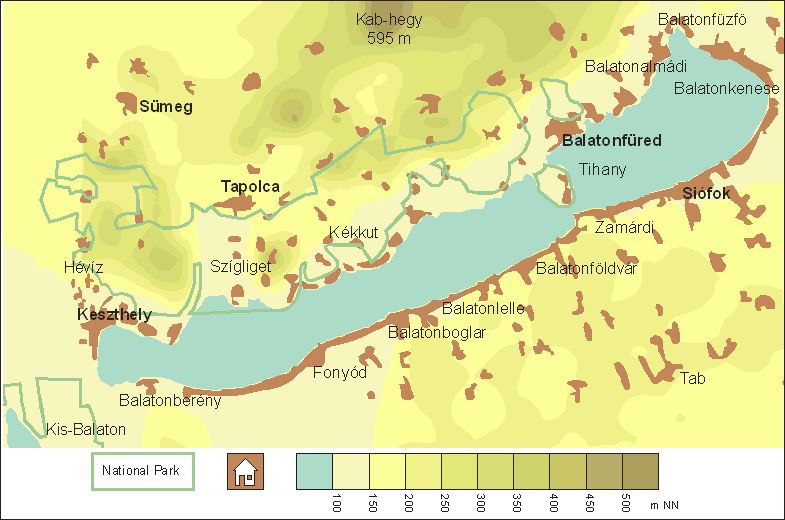
벌러톤(Balaton) 지역

- 버더초니(Badacsony): 화산 지역, 풀바디에 높은 산미의 화이트 와인. 케크넬뤼(Kéknyelű) 품종 재배.
- 벌러톤보글라르(Balatonboglár): 풀바디의 화잍 와인과 중간 산미의 레드 와인 생산.
- 벌러톤펠비데크(Balatonfelvidék): 화산 토양으로 풀바디에 중간 산미의 화이트 와인 생산.
- 벌러톤퓌레드-초퍼크(Balatonfüred-Csopak): 테라로사 토양, 풀바디에 높은 산미의 화이트 와인.
- 너지숌로(Nagy-Somló, 또는 숌로(Somló)): 화산 토양으로 풀바디에 매우 높은 산도의 화이트 와인. 대표 품종으로는 올러스리즐링(Olaszrizling), 하르슐레벨뤼 푸르민트(Hárslevelű Furmint)가 있음.
- 절러(Zala): 대부분 화이트 와인 생산. 주요 품종은 올러스리즐링(Olaszrizling).

### 두너(Duna) – 세부 지역
- 촌그라드(Csongrád), 허요시-버여(Hajós-Baja), 쿤사그(Kunság) 등이 있으며 주료 가볍고 상쾌한 와인들이 생산됨.

### 에게르(eger) – 세부 지역
에게르 와인은 수소의 피라고 불린다.

에게르 지역

- 뷔크(Bükk): 대체로 화이트 와인을 생산함.
- 에게르(Eger): 레아니커(Leányka), 키라일레아니커(Királyleányka) 포도로는 상쾌하고 가벼운 와인을, 올러스리즐링(Olaszrizling)이나 샤르도누아(Chardonnay)와는 풀바디의 와인을 양조함. 에그리 비커베르(Egri Bikavér, 에게르의 수소의 피)의 원산지이며 켁프런코시(Kékfrankos)와 피노누아를 블렌딩한 고품질의 레드 와인 생산으로도 유명함.
- 마트러(Mátra): 고품질에 풀바디의 화이트 와인이 생산되며 화산 토양임. 대표 품종에는 뮐러투르가우(Müller-Thurgau), 올러스리즐링(Olaszrizling), 샤르도누아(Chardonnay)가 있음

### 에서크-두난툴(Észak-Dunántúl) – 세부 지역
- 네스메이(Neszmély): 신선하고 아로마틱한 화이트 와인
- 에체크-부더(Etyek-Buda): 신선하고 산도가 높은 화이트 와인
- 모르(Mór): 화산 토양으로, 풀바디의 화이트 와인. 주요 품종은 에제리오(Ezerjó).
- 펀논헐머(Pannonhalma): 풀바디 화이트 와인
- 쇼프론(Sopron): 켁프런코시(Kékfrankos)를 메인으로 한 레드 와인이 주

### 펀논(Pannon) – 세부 지역
- 페치(Pécs): 대부분 화이트 와인이며 치르펀들리(Cirfandli)이라는 전통 품종 재배.
- 섹사르드(Szekszárd): 풀 바디 레드 와인으로 약간 스파이시함. 대표적 품종으로는 커더르커(Kadarka), 켁프런코시(Kékfrankos), 카베르네 프랑(Cabernet franc), 메를로(Merlot)가 있음.
- 빌라니(Villány): 풀바디에 스파이시한 레드 와인 생산. 주요 품종은 블라우어 포르투기저(Blauer Portugieser), 카베르네 소비뇽(Cabernet Sauvignon), 카베르네 프랑(Cabernet Franc), 메를로(Merlot), 피노 누아르(Pinot Noir)가 있음.

## 포도 품종
헝가리의 전통 포도 품종은 아래와 같다.
- 키라일레아니커(Királyleányka)
  - 에제리오 (Ezerjó)
  - 하르슐레벨뤼 (Hárslevelű)
  - 이르서리 올리베르 (Irsai Oliver)
  - 체르세기 퓌세레시 (Cserszegi Fűszeres)
  - 키라일레아니커(Királyleányka)
  - 제니트 (Zenit)

추가로, 헝가리가 원산지일 것으로 추정되는 포도 품종에는 아래와 같은 것들이 있다.
- 푸르민트 (Furmint)
- 유흐퍼르크 (Juhfark)
- 케크넬뤼 (Kéknyelű)[4]